# ホットリンク
株式会社ホットリンク(英: Hotto Link Inc.)は、東京都千代田区に本社を置くビッグデータの取得・分析を行う企業。上場前まではオプト（現・デジタルホールディングス）の関連会社であった。主に取り扱うデータの情報源はX（旧・Twitter）、ブログ、5ちゃんねる（旧・2ちゃんねる）としている（後述）。

## 沿革
- 2000年（平成12年） 6月 - 東京都渋谷区代々木で設立される。
- 2004年（平成16年）11月 - 東京都品川区西五反田に本社を移転
- 2005年（平成17年）11月 - オプト（現・デジタルホールディングス）の子会社となる
- 2006年（平成18年）11月 - ガーラと提携し、ビッグデータの分析を行う『電通バズリサーチver2.0』を開始
- 2008年（平成20年）
  - 3月 - ガーラの子会社であるガーラバズから電通バズリサーチ事業を譲受
  - 6月 - ソーシャルメディア分析ツール『クチコミ＠係長』β版をリリース
- 2009年（平成21年）
  - 2月 - サイバーエージェント系列のサイバー・バズと提携して、『BuzzAnalytics（バズアナリティクス）』の提供を開始
  - 3月 - トライバルメディアハウスと提携して、『ブームリサーチ』の提供を開始
- 2010年（平成22年）
  - 7月 - 凸版印刷と提携して、『ソーシャルメディアライブ！』の提供を開始
  - 8月 - オプトと提携して、『ADPLAN SM』の提供を開始
  - 11月 - サイバー・バズ、電通、凸版印刷、トライバルメディアハウスと共同で企業向けTwitter（現・X）分析技術を開発
  - 12月 - 「IVS 2010 Fall LaunchPad」優勝
- 2012年（平成24年）
  - 6月 - ガーラバズの全株式を取得
  - 10月 - ホットリンクを存続会社とし、ガーラバズを吸収合併
- 2013年（平成25年）12月 - 東京証券取引所マザーズに上場
- 2015年（平成27年）
  - 2月 - 米国Effyis社(サービスブランド名 Socialgist)の買収を発表
  - 6月 - 米国子会社Socialgistが米国stocktwits社と提携して、金融ソーシャル・ビッグデータの提供を開始
  - 9月 - 米国 Effyis社がFoursquareと業務提携
  - 11月 - 株式会社ホットリンクコンサルティングを株式会社トレンドExpressに商号変更
  - 12月 - 上海普千社と資本提携を行う

## 取引先
- トライバルメディアハウス[3]
- 電通[3]
- 東京工業大学[3]、他

## 2ちゃんねるデータの独占商用利用許諾契約
2012年10月、2ちゃんねる（現・5ちゃんねる、以下「2ch.net」）の創設者である西村博之が役員を務める未来検索ブラジルおよび東京プラス（札幌市）との間で、2ちゃんねるサイト上の個人向けサービスを除く掲載情報の独占商用利用許諾契約を締結した。なお、契約は契約終了または契約条件変更の意思表示が無ければ、1年間自動で更新するとしており、最新の契約は2013年10月1日から2014年9月30日までである。
2014年2月に「2ch.net」の運営がN.T.Technology（「NT社」）に代わり、NT社が未来検索ブラジル他1社へ「2ch.net」のデータを供給を止めたことを理由として、2014年3月6日より「2ch.net」データの取得についてトラブルが発生したとリリースした。
2014年3月20日、上記のデータ取得トラブルが解消されたとリリースしたが、NT社が未来検索ブラジルにデータの供給を行っていない状況でなぜ取得できたのかについて、ホットリンクからのコメントは無いとJ-CASTニュースは報じている

## 代表者の株式売却に関するインサイダー疑惑
2014年3月3日、代表取締役である内山幸樹が保有していたホットリンク株式80,000株を2月19日に時間外取引で売却した（売却額は当日株価で約11億円）とリリースした。4月4日、前述売却日の2月19日は「2ch.net」で大規模な障害が発生して「2ch.net」の運営がN.T.Technologyに交代したのと同じ日付であり、西村博之が「2ch.sc」を登録した日付であることから内部者取引（インサイダー取引）に該当する疑いがあるとJ-CASTニュースによって報じられた。これに対して4月6日にホットリンクは事実とは全く異なるとリリースした。